# 格拉尼 (杜布羅維察區)
51°31′59″N 26°20′52″E / 51.53306°N 26.34778°E
格拉尼（烏克蘭語：Грані），是烏克蘭西北部的村莊，隸屬里夫內州的薩爾內區。該村始建於1589年，面積0.4平方公里，海拔高度172米，2001年人口108，人口密度每平方公里270人。